# Man-el
Man-el – u Indian Cahuilla piękna dziewczyna, która nauczyła ludzi wielu zabaw i pieśni oraz przekazała im wiedzę o rodzinie, małżeństwie, połówkach klanu klanu i sposobach przejścia do świata zagrobnego.